# Arenzana de Abajo
Arenzana de Abajo è un comune spagnolo di 295 abitanti situato nella comunità autonoma di La Rioja.